# Alan Wake
Alan Wake est un jeu vidéo en vue à la troisième personne d'action-aventure de type survival horror, sorti en 2010 sur Xbox 360, en 2012 sur PC et depuis le 17 mars 2016 sur Xbox One en rétrocompatibilité. Il a été développé par le studio finlandais Remedy Entertainment – le même studio qui a développé Max Payne – et édité par Microsoft Game Studios.
Alan Wake met en scène un écrivain qui tente d'élucider le mystère derrière la disparition de sa femme survenue durant leurs vacances dans la petite ville fictive de Bright Falls. Durant sa quête, il trouve des pages de son dernier roman qu'il ne se souvient pas avoir écrit et qui prédisent certains évènements. Le jeu mêle des séquences d'action de type survival horror dans les scènes nocturnes et des éléments d'aventure pendant les phases diurnes où le joueur contrôle le personnage d'Alan Wake. Ses réalisateurs le définissent comme un thriller d'action psychologique. En effet, le jeu partage un thème, la survie face à des phénomènes étranges, et une ambiance communes avec d'autres œuvres littéraires et cinématographiques telles que les romans de Stephen King et la série télévisée Twin Peaks réalisée par David Lynch. Le jeu reprend plusieurs codes des séries télévisées, l'intrigue étant découpée en épisodes qui comprennent des récapitulatifs ainsi que des cliffhanger.
Annoncé au cours de l'E3 2005, le jeu est originellement conçu comme un jeu en monde ouvert avec des aspects de jeu de survie. Ayant du mal à fusionner l'intrigue avec le gameplay, Remedy décide de former un groupe afin de prendre des décisions majeures, conduisant le jeu à prendre une forme plus linéaire.
La même année que la sortie du jeu, le studio sort deux contenus téléchargeables, The Signal et The Writer, qui poursuivent l'intrigue. Le jeu connait une mise en roman tandis que la web-série préquelle Bright Falls ainsi qu'un livre de 144 pages titré The Alan Wake Files étendent l'univers du jeu. En 2012, le studio sort Alan Wake's American Nightmare.
Le jeu a reçu des critiques positives, mais en raison des ventes décevantes, il fut tout de même considéré comme un échec commercial. Cependant, après une longue absence, le jeu a pu connaître enfin une suite officielle Alan Wake 2, sortie en 2023.
Une version remastérisée est sortie également sur Windows, PlayStation 4, PlayStation 5, Xbox One et Xbox Series en octobre 2021, ainsi qu'une version Nintendo Switch en octobre 2022.

## Trame

### Toile de fond
Le jeu se déroule en partie dans la ville fictive de Bright Falls, une petite ville idyllique nichée dans le paysage accidenté et boisé du nord-ouest de la côte Pacifique des États-Unis.
Alan Wake est un auteur à succès de thriller policier qui souffre depuis deux ans du syndrome de la page blanche. Sa femme Alice décide alors de l'emmener en vacances dans la paisible ville de Bright Falls afin, espère-t-elle, qu'il puisse retrouver l'inspiration et écrire un nouveau livre. Ils arrivent ainsi dans un chalet situé à Cauldron Lake, un lac de cratère,. Après une dispute, Alan Wake quitte le chalet mais s'empresse d'y retourner après avoir entendu les cris de sa femme. Le chalet n'a plus de lumière et des corbeaux attaquent l'écrivain. Ce dernier se rend compte qu'Alice est tombée dans le lac et plonge pour tenter de la sauver. Alan Wake se réveille dans sa voiture après ce qu'il semble être un accident et n'a aucune idée du temps qui s'est écoulé ni comment il s'est retrouvé là où il est. Rapidement, il trouve des pages de son dernier roman qu'il ne se souvient pas avoir écrit et qui prédisent certains évènements.
Alan tente de retrouver sa femme et comprendre ce qui lui arrive. Mais si la journée, la région est magnifique et la population locale très accueillante, la nuit apporte immanquablement son lot de souffrances, de ténèbres et de cauchemars puisque qu'une force obscure, l'Ombre, prend possession de la population et de tout autre objet,.

### Personnages

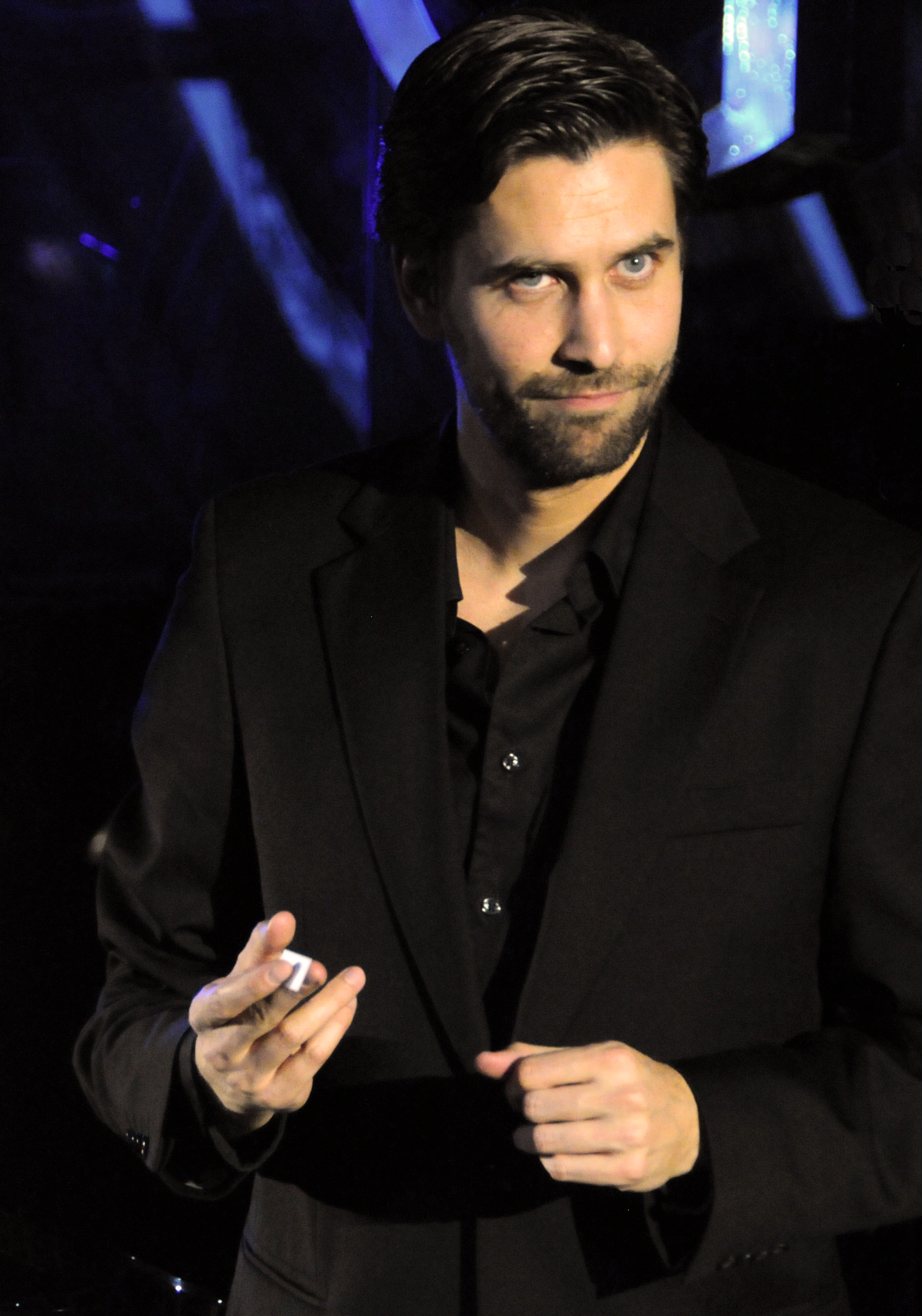
Ilkka Villi, visage d'Alan Wake.

Le personnage principal du jeu, Alan Wake (Matthew Porretta), est un écrivain à succès de thrillers, qui n'a cependant pas réussi à écrire depuis plus de deux ans. C'est afin de retrouver son inspiration, mais également pour sauver leur mariage, que son épouse, Alice Wake (Brett Madden
), l'incite à quitter New York et à se rendre dans la ville de Bright Falls. C'est une photographe accomplie et sa confidente en plus d'être sa femme ; elle est profondément troublée par le comportement autodestructeur de son mari et terrorisée par l'obscurité. Cependant, Alan Wake est également accompagné de son meilleur ami d'enfance, Barry Wheeler (Fred Berman), qui est aussi son agent. Bien qu'il ne s'entende pas avec la femme d'Alan et qu'il soit une source constante de dérangement pour ce dernier, il n'hésite pas à voler à son secours. Alan Wake fait également la connaissance de Sarah Breaker (Jessica Alexandra), la shérif de Bright Falls, qui n'est pas impressionnée par la célébrité d'Alan Wake mais que rien n'arrêtera pour découvrir la vérité sur les mystères qui hantent la ville sous sa protection.
Alan Wake rencontre plusieurs figures locales de la ville telles que Pat Maine (R.J. Allison), le dirigeant de la radio locale ; le Dr Emil Hartman (Mark Blum) qui travaille en tant que psychiatre pour artistes dans sa clinique Cauldron Lake Lodge ; Cynthia Weaver (Linda Cook (en)), une vieille dame se baladant toujours avec une lanterne ; Rusty (Jeff Gurner), un garde forestier du Elderwood National Park ; Rose Marigold (Benita Robledo), une serveuse au Oh Deer Diner ; et enfin, les frères Tor (Lloyd Floyd (en)) et Odin (Cliff Carpenter (en)) Anderson, deux anciens membres du groupe de rock-heavy metal Old Gods of Asgard.
Les autres personnages notables sont Thomas Zane (James McCaffrey), un poète piégé dans la Dark Place, Barbara Jagger (Kate Weinman), une mystérieuse femme appelée la « Dame en noir » et l'agent du FBI Robert Nightingale (Timothy McCracken) qui traque Wake,.

### Résumé

#### Prologue
Le jeu s'ouvre sur la citation suivante évoquée par Alan Wake :
« Nightmares exist outside of logic, and there is little fun to be had in explanations; they're antithetical to the poetry of fear. »
— Stephen King

## Système de jeu

Interface complète du jeu.

Le joueur affronte des personnes contrôlées par des forces obscures et protégées par une ombre qui sont surnommées  « les Possédés ». Souvent en groupe, ils peuvent attaquer le joueur par surprise, certains n'hésitant pas à faire diversion.
Le joueur doit également faire face à des objets possédés ainsi qu'à des groupes de corbeaux qui viennent attaquer le personnage par moments. Les possédés sont très vulnérables à la lumière et le joueur doit tirer parti des sources lumineuses pour enlever l'ombre qui fait office de bouclier. L'arme la plus utile pour combattre l'ennemi est la lampe torche. Elle se charge si le joueur ne l'utilise pas mais peut être alimentée par des piles. Au fil de l'histoire, le joueur peut trouver des lampes torches plus puissantes. Différents éléments permettent de se protéger et de repousser les ennemis par groupe comme des projecteurs, des lampadaires ou des phares d'un véhicule, voire de les tuer sur le coup grâce aux grenades flash,. Une fois les ténèbres dissipées, il est nécessaire de tuer le possédé humain. Le joueur a recours à différentes armes dont un revolver de petit calibre, un fusil de chasse à double canon, un fusil à pompe ou une carabine de chasse. D'autres armes telles que les grenades flash assourdissantes, le pistolet de détresse et les fusées éclairantes sont particulièrement efficaces contre les possédés, notamment en groupe. Durant les esquives, un ralenti s'enclenche. Le joueur peut également choisir la fuite et trouver un lieu éclairé qui fait disparaitre les ennemis en plus de redonner de la vie au personnage. Certains lieux éclairés, les refuges, requièrent l'activation d'un générateur. Dans la forêt, le joueur doit également faire attention aux pièges à ours.

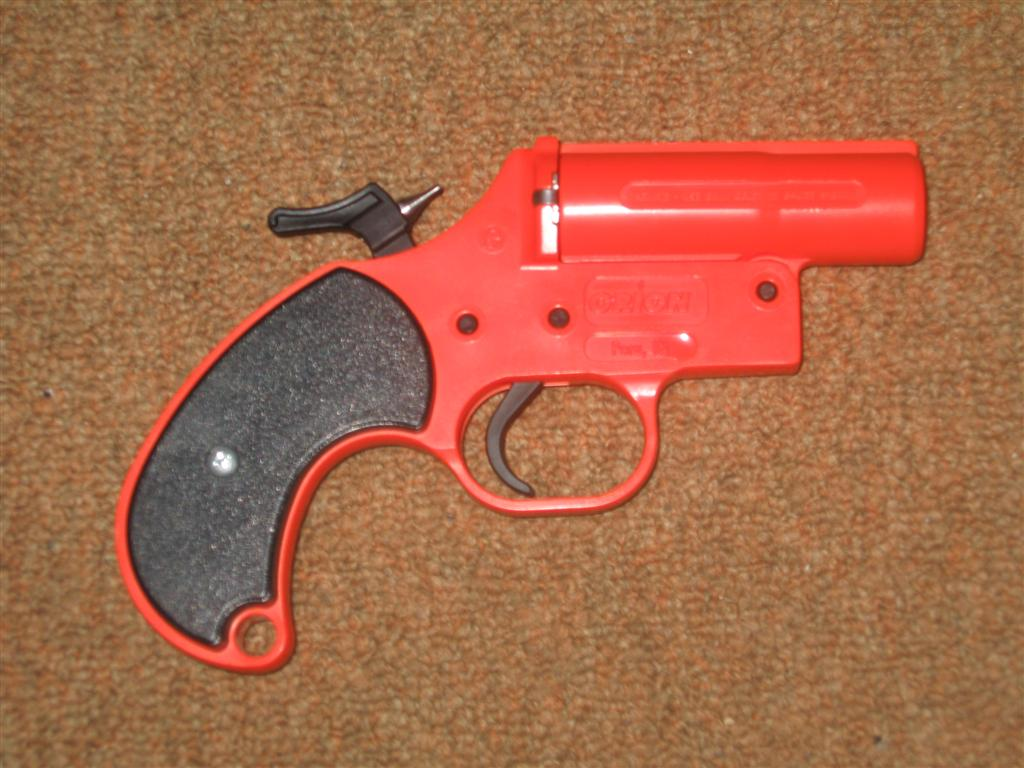
Face à un trop grand nombre d'ennemis, le pistolet de détresse est une arme redoutable.

Des caches de ressources sont dissimulées dans le jeu et peuvent être trouvées en éclairant certains endroits qui révèlent une piste faite avec de la peinture. Certaines portions du jeu offrent la possibilité de conduire des véhicules.
Si l'aventure est linéaire, le joueur a le choix de suivre le chemin ou de sortir des sentiers battus en explorant les coins les plus sombres des décors, la limite de la carte étant faite de manière naturelle. La présence sombre guette Alan, et il n'est pas rare de voir débarquer dans son dos un ennemi dès que le personnage s'enfonce un peu trop dans la forêt.
La durée de vie initiale est d'environ une dizaine d'heures,. Au cours de l'aventure, le joueur peut récolter des manuscrits qui prédisent les évènements du jeu ou qui offrent des éléments en lien avec l'histoire. La difficulté cauchemardesque permet de découvrir des pans entiers du scénario via de nouveaux manuscrits à ramasser uniquement dans ce mode. Le joueur peut également récolter une centaine de Thermos. Afin d'étoffer l'univers du jeu, le joueur peut trouver des radios diffusants un programme ainsi que des télévisions diffusant l'émission Night Springs qui rappelle la série The Twilight Zone.

## Développement

### Un projet initialement plus vaste
Après avoir travaillé sept ans sur la franchise Max Payne, le studio Remedy souhaite plancher sur un nouveau concept capable de les enthousiasmer. Ils ont également pris du temps afin de récupérer du crunch du deuxième volet.
Le développement du jeu a duré cinq ans.
Sam Lake souhaite raconter une histoire plus profonde que celle de Max Payne, qui serait influencée par les œuvres de Stephen King et David Lynch, en particulier la Twin Peaks pour ce dernier. Il souhaite également adapter un format épisodique télévisé. Il déclare en 2020 : « [...] début 2005, nous avions un concept appelé Alan Wake. Nous avions l'écrivain, Bright Falls comme une petite ville idyllique et excentrique, ainsi que la lumière et l'obscurité comme idée de combat [...] La lumière [...] affaiblit l’ennemi et vous pouvez alors utiliser des armes conventionnelles contre lui. »,.
Pendant six mois, le jeu est conçu comme un bac-à-sable en monde ouvert, loin de l'aspect linéaire des jeux Max Payne,. Le jeu devait intégrer un cycle jour et nuit. Reprenant plusieurs code du jeu de survie, le joueur devait récolter des ressources la journée, comme de l'essence pour les générateurs, afin de se protéger la nuit.

### Annonce
Le jeu est annoncé au cours de l'E3 2005,,. Il est présenté aux journalistes en tant que démo technique pour une nouvelle carte graphique d'ATI. La démo sert notamment à attirer les éditeurs.
En 2006, Microsoft a fait un partenariat avec Remedy pour sortir le jeu uniquement sur Xbox 360 et sur PC,. Le partenariat a cependant pris fin en 2019.

### Restructuration de l'ensemble
Après l'annonce du jeu, Remedy a du mal à fusionner le gameplay et l'histoire, essayant divers idées comme le contrôle par le joueur du cycle journalier, ou d'une tornade, ce qui rend l'équipe « fatiguée et frustrée ». Le développement s'est compliqué avec l'implication et les suggestions d'amélioration de Microsoft, que Lake compare à une situation de « plus de cuisiniers arrivent dans la cuisine ». Remedy décide alors de former un groupe « sauna » avec plusieurs dirigeants du jeu, afin de « passe[r] en revue tous les aspects du jeu, prend[re] des décisions difficiles et verrouille[r] ces éléments. ». Le groupe travaille durant deux mois dans une pièce et arrive à trouver des solutions pour la zone du jeu, ainsi que l'aspect des ennemis.
Le jeu devient un jeu d'action linéaire, la carte étant taillée pour créer les niveaux. Le groupe a l'idée d'une ombre qui protège les possédés et qui ne peut disparaitre qu'avec la lampe torche du protagoniste. Le jeu intègre maintenant des refuges éclairés pour abriter le joueur et le guider dans son parcours.
Décrit comme « la plus grosse erreur que nous ayons faite » par Oskari Häkkinen, le directeur général de Remedy Matias Myllyrinne explique le changement de direction du studio : « Quand un joueur arrive dans un monster truck pour une scène romantique, vous savez que vous faites quelque chose de mal. »,,. Quant à Lake, il considère que si le jeu n’avait pas été prévu comme un jeu en monde ouvert, le résultat final qui donne de la vastitude et du réalisme à l'environnement n'aurait pas pu exister.

### Choix du format télévisuel et style de narration
Alan Wake reprend plusieurs codes des séries télévisées,. L'histoire est découpée en plusieurs épisodes qui débutent par le message « Précédemment dans Alan Wake » et se conclut par un cliffhanger ainsi qu'un générique de fin. Sam Lake explique le style de narration du jeu : « C'est une histoire, mais c'est plusieurs histoires en même temps [...] C'est comme ça que je vois un jeu. Un jeu est une grande entité, et on peut y mettre beaucoup de choses : des pages manuscrites, des émissions de radio [et] de télévision, [des] groupes fictifs et leur musique, et ainsi de suite. Et ils se reflètent tous les uns les autres et l'intrigue principale, formant un tout. »,. Afin de renforcer cet aspect télévisuel, il était prévu que le jeu sorte de manière épisodique et hebdomadaire sur une période de dix semaines. Alan Wake est décrit comme étant la « première saison », tandis que les deux contenus téléchargeables sont des « épisodes spéciaux » servant à faire la liaison avec une éventuelle deuxième saison.
Alan Wake est décrit comme un « poisson hors de l'eau », Sam Lake souhaitant que le personnage ne soit pas un personnage d'action, contrairement à Max Payne qui est un policier expérimenté,. Le personnage est une métaphore du studio, puisqu'il est un écrivain ayant du mal à innover après le succès de sa saga littéraire mettant en scène un policer, comme le studio avec la franchise Max Payne. Le studio a utilisé des photos conceptuelles par opposition aux concept art. Pour l'interpréter, c'est l'acteur finlandais Ilkka Villi (en) qui est choisi pour lui prêter son visage en plus d'assurer les séances de capture de mouvement. Matthew Porretta lui prête sa voix. Tout comme le personnage de Max Payne avant lui, le titre du jeu Alan Wake a un double sens. Si l'on combine la première lettre du prénom et le nom du héros éponyme, on obtient le mot « A-Wake », ou « Awake », qui en anglais signifie « Éveillé ».
Les ennemis ont été conçus en dessinant des concept art, puis en versant de l'eau dessus afin qu'ils semblent « juste un peu en dehors ».

### Inspirations et repérages

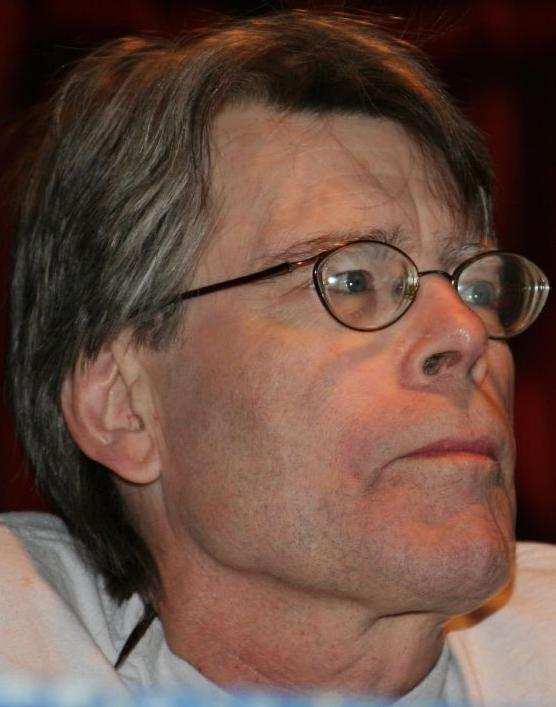
Les œuvres de Stephen King ont fortement influencé l'ambiance du jeu.

Plusieurs sources s'accordent sur les ressemblances entre le jeu et la série télévisée Twin Peaks,, : pour l'unité de lieu et un certain nombre de personnages dont Cynthia Weaver qui ressemble à Margaret Lanterman alias « La femme à la bûche » ou « Log Lady » (en). Le Oh Deer Diner est un hommage au Double R de la série, tandis que le trailer park du jeu semble s'inspirer du Fat Trout Trailer Park.
La série télévisée La Quatrième Dimension — le titre dans sa version originale est The Twilight Zone — dont le générique et le ton sont repris dans l'émission fictive Night Springs. Les développeurs citent le rythme de la série Lost.
Le cinéaste Alfred Hitchcock est cité, notamment pour son film Les Oiseaux dont certaines séquences montre le héros attaqué par des nuées de corbeaux,. Le Memento de Christopher Nolan, pour la perte de mémoire que subit Alan Wake et la présence du fantôme de sa femme disparue. Enfin, Shutter Island de Martin Scorsese.
Les romans Stephen King ainsi que leurs adaptations ont été une influence pour l'ambiance du jeu. On trouve des idées de La Part des ténèbres[réf. nécessaire], Sac d'os et Shining, l'enfant lumière. Le jeu use par ailleurs d'un ton assez proche de celui de l'écrivain, toujours très attaché à la psychologie, au caractère de ses personnages. La ressemblance à Sac d'os se trouve dans le fait que le héros soit un écrivain, qu'il ait une maison située sur un lac, et dans l'ambiance étrange : le personnage ne sait pas s'il rêve ou non. On notera que le l'évènement perturbateur est, dans les deux cas, la disparition de la femme, bien qu'elle soit mystérieuse dans Alan Wake. Les écrits de H. P. Lovecraft, l'écrivain étant littéralement cité plusieurs fois au cours de l'aventure[réf. nécessaire]. La ressemblance avec le film Shining de Stanley Kubrick est représentée par le labyrinthe végétal ou encore les armes utilisées le plus souvent par les possédés, à savoir les haches,,. Il y a également le roman Vue imprenable sur jardin secret. La Plymouth Furyvoiture du roman Christine apparait dans le jeu.
Pour continuer dans la littérature, on peut également citer Le Livre des illusions de Paul Auster, Lunar Park de Bret Easton Ellis,, La Maison des feuilles de Mark Z. Danielewski, ou encore L'Antre de la folie de John Carpenter qui narre aussi les déboires surnaturels d'un écrivain.
Sam Lake puise également dans le folklore, comme pour le personnage de Barbara Jagger qui s'inspire de la sorcière slave Baba Yaga, ou les frères Anderson directement inspirés des dieux nordiques Thor et Odin .
Le studio a envoyé une équipe afin de prendre des photos de montagnes, de lacs, de restaurants et de motels. L'équipe est allée en Oregon, dont à Astoria, au Canada, ainsi que dans l'État de Washington, plus particulièrement dans la ville de North Bend, lieu de tournage de la série Twin Peaks,. Dans le même État, l'équipe a également visité les lieux de tournage du film d'horreur Le Cercle (2002) et ont campé dans les bois du Nord-Ouest Pacifique,. Les cartes de la NASA ont servi pour retranscrire le plus fidèlement possible les constellations.

### Musique
La bande originale du jeu est composée par Petri Alanko et est constituée de 18 morceaux[réf. nécessaire].
Plusieurs chansons sont jouées durant la jeu, généralement à la fin de chacun des six épisodes. On peut ainsi entendre In Dreams de Roy Orbison, Haunted de Poe, Up Jumped The Devil de Nick Cave and the Bad Seeds, Coconut d'Harry Nilsson ou encore Space Oddity de David Bowie qui conclut le jeu,,. Dans les contenus téléchargeables, on peut entendre No, I Don't Remember de Anna Ternheim et The Darkest Star de Depeche Mode.
La musique War présente sur l'album Twilight Theater (en) du groupe Poets of the Fall est audible durant le jeu. Le groupe a précédemment composé le titre Late Goodbye qui conclut le jeu Max Payne 2: The Fall of Max Payne. Enfin, le groupe a spécialement composé les musiques du groupe fictif Old Gods of Asgard, à savoir The Poet And The Muse et Children of the Elder God.
Deux versions appelées Collector's Edition Soundtrack sont également sorties sur Xbox 360 et sur PC, chacune comportant des morceaux inédits par rapport à la version Original Game Soundtrack. Ces titres sont :[réf. nécessaire]

### Placements de produit
Le jeu contient plusieurs placements de produit dont les deux plus notables sont la marque des piles électriques Energizer qu'Alan Wake récupère pour alimenter sa lampe de poche tout au long de sa progression, et la marque de téléphonie mobile Verizon pour son téléphone portable.

### Web-série
Le studio a mis à disposition la web-série Bright Falls qui fait office de préquelle.

## Accueil

### Critique générale
Alan Wake est bien reçu par la critique spécialisée, comme l'attestent les sites d'agrégateurs de notes Metacritic et GameRankings qui enregistrent un score global proche de 83 %, quelle que soit la version du jeu,,,. Alan Wake a été élu « Jeu de l'année 2010 » par le magazine américain Time. L'aspect « psychologique » et « adulte » du jeu a conquis le magazine.

### Ventes
Alan Wake est sorti la même semaine que Red Dead Redemption, ce qui a fortement affecté les ventes du jeu. D'après NPD Group, Alan Wake s'est vendu à 145 000 d'exemplaires aux États-Unis durant le mois de mai, alors que Red Dead Redemption a atteint les 1 510 000 d'exemplaires.
Bien qu'elles restent décevantes, ce qui cause l'annulation d'une suite, les ventes du jeu augmentent au fil des années grâce à un certain bouche-à-oreille.
En décembre 2011, les chiffres de vente du jeu auraient atteint environ 1 400 000 d'exemplaires, en comptant les versions téléchargées.
En février 2012, Remedy annonce que la version PC du jeu a été rentabilisée en 48 heures. En mars, le studio annonce que le jeu s'est vendu à 2 000 000 d'exemplaires.
En mai 2013, Sam Lake annonce que la franchise Alan Wake a dépassé les 3 000 000 d'exemplaires
En mars 2015, le PDG de Remedy, Matias Myllyrinne annonce que la franchise Alan Wake s'est vendue à 4 500 000 d'exemplaires.

## Postérité

### Contenus téléchargeables
Alan Wake propose deux épisodes supplémentaires en téléchargement pour 6,69 € chacun. Le premier, The Signal (inclus dans l'édition collector du jeu), est sorti le 27 juillet 2010 alors que le second, The Writer, est sorti le 12 octobre 2010 et conclut la trame scénaristique du jeu.

### Livres
Pour accompagner le jeu, le studio propose un art book, une mise en roman ainsi qu'un livre de 144 pages titré The Alan Wake Files et écrit par l'auteur fictif Clay Steward, servant à étendre l'univers du jeu,.

### Dérivé
En mai 2011, Remedy confirme travailler sur projet lié à la franchise mais qui n'est pas une suite d'Alan Wake. Ce projet s'avère être le dérivé nommé Alan Wake's American Nightmare. Le joueur prend de nouveau le contrôle d'Alan Wake qui se trouve dans un épisode de la série Night Springs.

### Suite
Certaines rumeurs affirmaient qu'une suite directe aurait pu être annoncé au cours ou après l'E3 2012, cependant aucune annonce ne fut faite.
Lors de l'E3 2013, Remedy Entertainment a annoncé la sortie, en 2014, d'une nouvelle franchise nommée Quantum Break. Le studio explique qu'Alan Wake II ne peut actuellement pas voir le jour à cause de l’échec commercial du premier volet. Le titre fait cependant référence à Alan Wake via une fausse bande-annonce lors du premier chapitre du jeu.
Le 20 avril 2015, le site américain Polygon dévoile un prototype d'Alan Wake 2.
Le 1er juillet 2019, Remedy Entertainment récupère tous les droits de la franchise ainsi que 2,5 millions d'euros de royalties.
En août 2019, Remedy sort son nouveau jeu Control. En août 2020, sort l'extension du jeu nommée AWE qui présente plusieurs personnages d'Alan Wake dont le rôle titre. Le même mois, Sam Lake officialise le « Remedy Connected Universe » et explique que plusieurs jeux du studio se déroulent dans le même univers.
En décembre 2021, Remedy officialise Alan Wake 2 durant la cérémonie des The Game Awards 2021. Cette suite sort le 27 octobre 2023.

### Remastérisation
En septembre 2021, lors du PlayStation Showcase 2021, un remaster du jeu est annoncé,. Le jeu est proposé au format 4K et comprend les contenus téléchargeables The Signal et The Writer ainsi qu'un commentaire audio de Sam Lake,. Les musiques sous licences sont conservées, tandis que les divers placements de produits sont supprimés. Il sort sur Windows, PlayStation 4, PlayStation 5, Xbox One et Xbox Series en octobre 2021.